# Charlie Baker

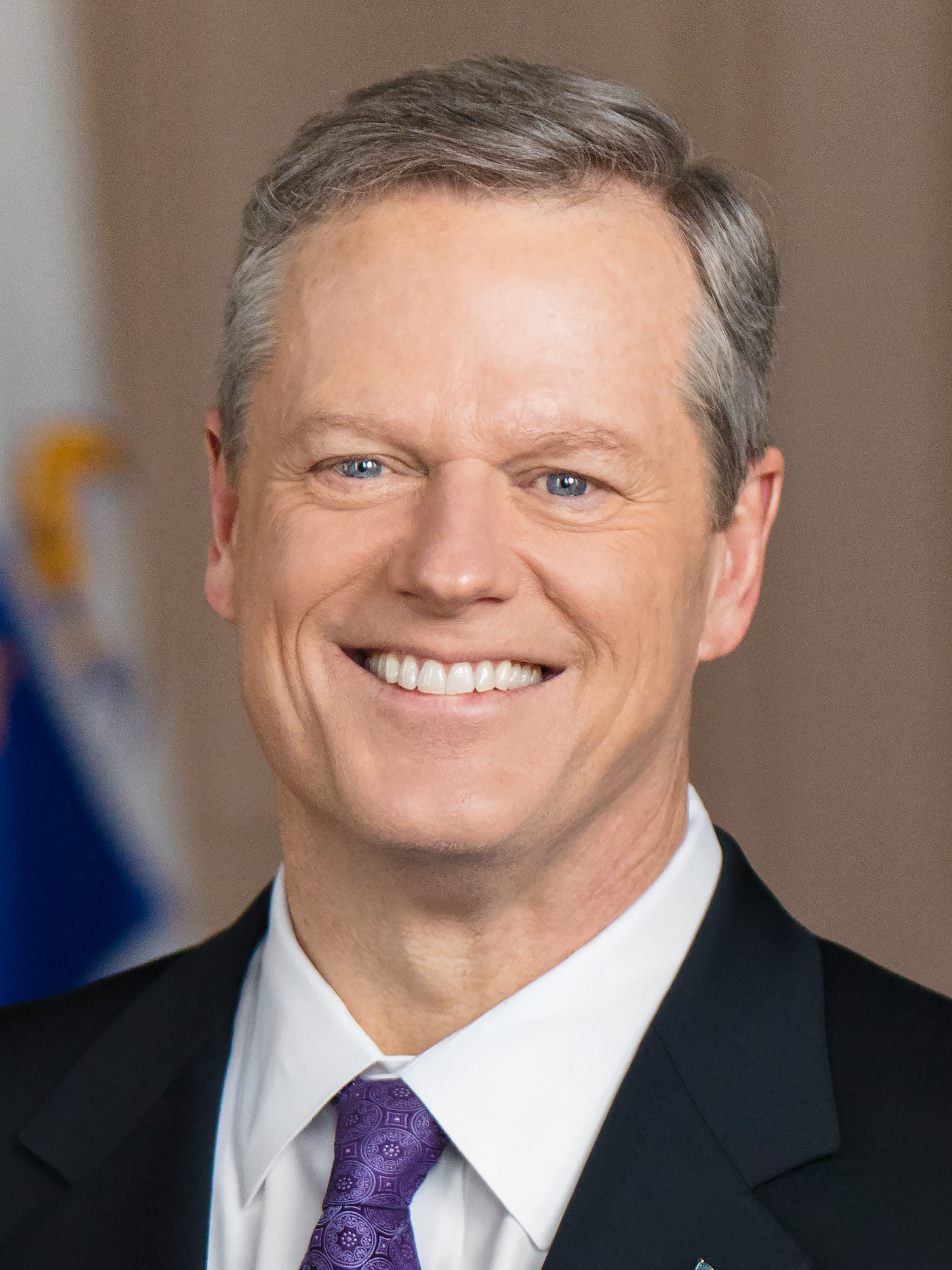
Charlie Baker (2018)

Charles Duane „Charlie“ Baker (* 13. November 1956 in Elmira, New York) ist ein US-amerikanischer Politiker der Republikanischen Partei und Manager. Vom 8. Januar 2015 bis 5. Januar 2023 bekleidete er das Amt des Gouverneurs des Bundesstaates Massachusetts. Baker gilt als pragmatischer Politiker und gehört dem linken Flügel seiner Partei an.

## Leben

### Frühere Jahre und politischer Aufstieg
Bakers Vater Charles war Unternehmer und in den 1980er-Jahren Staatssekretär in verschiedenen Bundesministerien während der Regierungen von Richard Nixon und Ronald Reagan. Charlie Baker studierte zunächst Englisch, wo er 1979 einen Bachelor of Arts am Harvard College erwarb. Später absolvierte er einen Studiengang in Wirtschaft an der Northwestern University, den er als Master of Business Administration erfolgreich abschloss. Im Anschluss war er als Kommunikationsdirektor beim Massachusetts High Technology Council tätig. Ende der 1980er-Jahre übernahm er einen Vorstandsposten beim Pioneer Institute, einer libertären Denkfabrik.
Im Januar 1991 übernahm Baker, wie sein Vater Mitglied der Republikanischen Partei, erstmals ein politisches Amt, nachdem ihn Gouverneur Bill Weld zum Unterstaatssekretär im Gesundheitsministerium des Bundesstaates Massachusetts ernannt hatte. Im November 1992 beförderte der Gouverneur ihn dann zum Gesundheitsminister. Im Jahr 1994 wurde er im Rahmen einer Kabinettsumbildung zum Finanzminister des Bundesstaates ernannt. Diese Position behielt er auch, nachdem 1997 Paul Cellucci als neuer Gouverneur die Leitung der Regierungsgeschäfte übernahm. Dieser bot Baker für die Gouverneurswahl 1998 die Kandidatur als Vizegouverneur an, was der Finanzminister aber ablehnte. Im September 1998 trat Baker dann von seinem Posten zurück und ging wieder in die Privatwirtschaft. Dort war er mehrere Jahre in den Vorständen diverser Pharmakonzerne tätig. Zwischen 2003 und 2007 gehörte er allerdings dem Stadtrat von Swampscott an. 2006 wurde er als möglicher Kandidat seiner Partei für das Gouverneursamt gehandelt, nachdem Gouverneur Mitt Romney keine erneute Amtszeit anstrebte. Von 2008 bis 2010 gehörte er einem Beratungsgremium des Saint Anselm College in New Hampshire an.

### Kandidatur als Gouverneur 2010

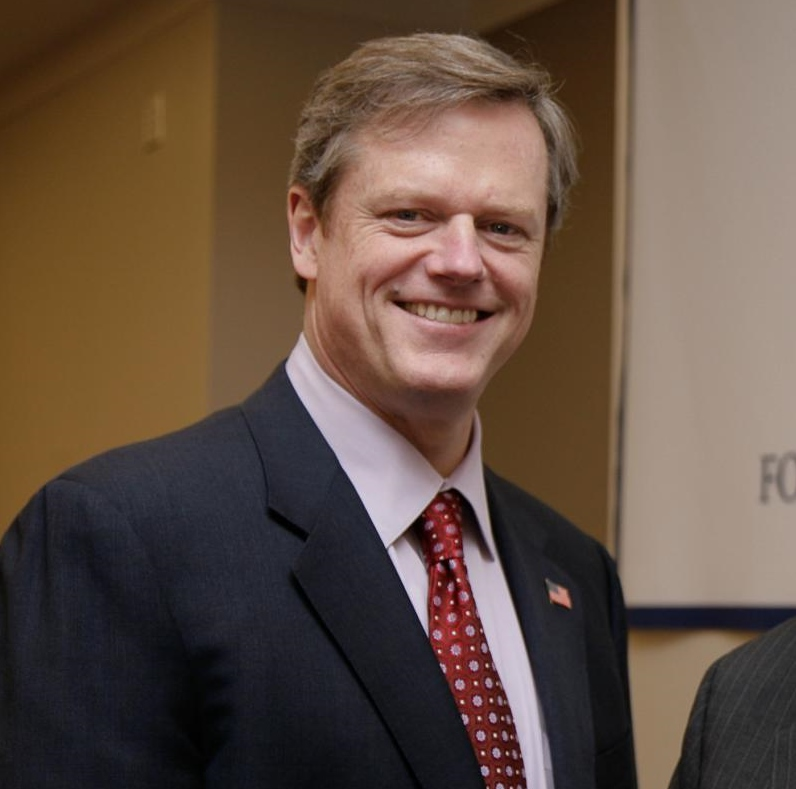
Charlie Baker im Jahr 2010

Im Juli 2009 gab Baker offiziell seine Kandidatur für das Gouverneursamt in Massachusetts bei der Wahl von 2010 bekannt. Im April 2010 nominierten ihn die Republikaner zu ihrem Kandidaten. Bei der eigentlichen Wahl am 2. November 2010 unterlag er allerdings dem demokratischen Amtsinhaber Deval Patrick. Für Baker sprachen sich 42 Prozent der Wähler aus, während Gouverneur Patrick 48 Prozent der Stimmen erreichte. Weitere acht Prozent entfielen auf den unabhängigen Kandidaten Tim Cahill. Nach seiner Wahlniederlage war er erneut in der Privatwirtschaft, dieses Mal bei einer Investmentfirma, tätig.

### Erneute Kandidatur als Gouverneur 2014

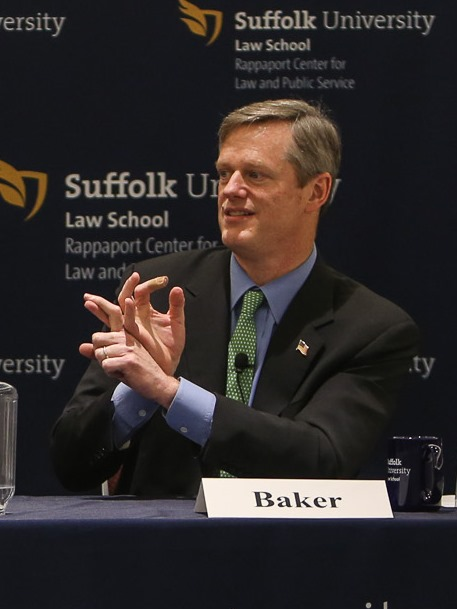
Charlie Baker bei einer politischen Diskussion im Februar 2014

Im September 2013 kündigte Baker an, bei der Gouverneurswahl 2014 erneut das höchste Amt von Massachusetts anzustreben. Im März 2014 wurde er auf dem republikanischen Parteitag mit 82 Prozent der Delegiertenstimmen gewählt. Bei der Gouverneurswahl am 4. November 2014 trat Baker gegen die Demokratin Martha Coakley an, die er mit einem Stimmenanteil von 48,5 % besiegen konnte. Für seine Kontrahentin sprachen sich 46,6 % der Wähler aus. An Bakers Seite wurde die Abgeordnete aus dem Repräsentantenhaus von Massachusetts, Karyn Polito, zur Vizegouverneurin gewählt.
Obwohl der Staat Massachusetts als linksliberal gilt und entsprechend die meisten Wähler den Demokraten zugeneigt sind, wurden dem gemäßigten Republikaner Baker im Vorfeld schon ernsthafte Chancen auf einen Wahlsieg eingeräumt. Die Umfragen vor der Wahl sahen ein Kopf-an-Kopf-Rennen. So vertritt Baker auch in zahlreichen gesellschaftspolitischen Bereichen liberale Positionen. Beispielsweise spricht er sich für die Gleichstellung homosexueller Ehen aus. Allerdings bezeichnet er sich als fiskalpolitisch konservativ, was bedeutet, dass er Deficit spending ablehnt und für eine restriktive Fiskalpolitik eintritt.
Am 27. Oktober 2014 überraschte der Boston Globe mit einer Wahlempfehlung für Baker. Es war das erste Mal seit mehr als 20 Jahren, dass diese Zeitung eine Wahlempfehlung für einen Republikaner gab. Laut Boston Globe sei es Baker eher zuzutrauen, von Gouverneur Patrick eingeleitete Reformen im Bildungswesen erfolgreich weiterzuführen. Zudem habe Baker bewiesen, dass er ein fähiger Manager sei, und ein republikanisches Gegengewicht zur überwiegend demokratischen Legislative sei zu befürworten, so die Zeitung.

### Gouverneur von Massachusetts
Baker wurde turnusgemäß am 8. Januar 2015 zum Gouverneur vereidigt. Allerdings ist er bei der Gesetzgebung auf eine Zusammenarbeit mit den Demokraten angewiesen, die diese auch nach den Wahlen von 2014 in beiden Kammern der State Legislature über eine Mehrheit der Sitze verfügen. Baker erklärte, er wolle konstruktiv mit den Demokraten zusammenarbeiten und überparteiliche, pragmatische Lösungen für die politischen Aufgaben finden.
In den ersten Wochen seiner Amtszeit war Baker als Krisenmanager gefordert, nachdem ein Blizzard den Nordosten der USA heimsuchte. Sein rasches Eingreifen mit den Ressourcen des Bundesstaates wurde in der Bevölkerung und den Medien positiv wahrgenommen. Auch die Fürsprache des Gouverneurs zu einer weitgehenden Legalisierung von Cannabis, was die meisten republikanischen Politiker ablehnen, wurde in Umfragen begrüßt. Ende April 2015, nach 100 Tagen im Amt, bescheinigten Umfragen Baker eine Zustimmung von 70 % zu seiner Amtsführung.
Bereits während des Präsidentschaftswahlkampfes 2016 war Baker ein ausgesprochener Kritiker von Donald Trump. Neben der Rhetorik gegen Einwanderer kritisierte er auch die Leugnung des Klimawandels durch Trump und andere republikanische Parteikollegen. Im Juni 2017 übte der Gouverneur scharfe Kritik an dem von US-Präsident Trump angekündigten Ausstieg der USA aus dem Übereinkommen von Paris zum weltweiten Klimaschutz. Gleichzeitig kündigte er eine Fortsetzung und Intensivierung der Bemühungen seines Staates zur Bekämpfung des Klimawandels an. Außerdem schloss sich Massachusetts einer Allianz für Klimaschutz den demokratisch regierten Staaten New York, Washington und Virginia an. Nach Bakers Vorstellungen soll Massachusetts eine führende Rolle in den USA für erneuerbare Energien übernehmen und bereits geltende Umweltschutzauflagen nicht nur einhalten, sondern übertreffen.
Anfang 2018 kündigte Baker gemeinsam mit seiner Vizegouverneurin Karyn Polito seine Bewerbung für eine zweite Amtszeit bei der Wahl im November des Jahres an. Durch seinen als pragmatischen Kurs der politischen Mitte und der Distanz zu Präsident Trump galt er von Beginn an als klarer Favorit für die Wiederwahl. Im zweiten Quartal 2018 ergab eine Umfrage, dass 69 % der befragten Wähler in Massachusetts mit Bakers Amtsführung als Regierungschef zufrieden sind. Er rangierte damit auf dem ersten Platz der beliebtesten Gouverneure in den gesamten USA. Am Wahltag, dem 6. November 2018, besiegte Baker den Demokraten Jay Gonzalez mit knapp 67 % der Stimmen sehr deutlich und fuhr damit eines der besten Ergebnisse landesweit ein. Er erhielt auch mehr Stimmen als die demokratische Senatorin Elizabeth Warren, die parallel mit 60 % der Stimmen ebenfalls wiedergewählt wurde. Baker konnte sich somit auch klar vom nationalen Trend der Wahlen 2018 abkoppeln, wo die Republikaner die Mehrheit im US-Repräsentantenhaus verloren und sieben Gouverneursämter an die Demokraten abgeben mussten. Neben Baker gelang dies auch seinen Parteikollegen Larry Hogan aus Maryland, Phil Scott aus Vermont und Chris Sununu aus New Hampshire. Diese werden wie auch Baker dem zentristischen Flügel der Republikaner zugerechnet. Charlie Bakers zweite Amtszeit begann im Januar 2019.
Im Dezember 2021 gab Baker bekannt, dass er bei der Gouverneurswahl 2022 nicht erneut kandidieren wird. Zu seiner Nachfolgerin, die im Januar 2023 ihr Amt antritt, wurde die Demokratin Maura Healey gewählt.

### Präsident der NCAA
Am 15. Dezember 2022 gab die National Collegiate Athletic Association (NCAA) bekannt, dass Baker der nächste Präsident der Organisation sein wird. Er hat die Position offiziell am 1. März 2023 angetreten.

## Privatleben
Charlie Baker ist seit 1987 mit seiner Frau Laureen verheiratet. Sie haben drei Kinder.